# Bauhinia
Bauhinia (Bauhinia) – rodzaj obejmujący ponad 300 gatunków tropikalnych roślin z rodziny bobowatych (Fabaceae).  Rośliny te pochodzą z Azji i Afryki. Zwyczajowa nazwa angielska Orchid tree jest myląca, gdyż rodzaj ten nie jest spokrewniony ze storczykami. Do rodzaju bauhinia należą zarówno drzewa, jak i krzewy i rośliny pnące. Wiele z gatunków występuje zarówno w postaci drzewa jak i krzewu, bądź też krzewu i pnącza. Niezależnie od pokroju, cechą charakterystyczną są dwuklapowe liście, przypominające kształtem "racice". U niektórych gatunków liście zamykają się i otwierają jak książka, co stanowi rzadki sposób regulacji parowania. Nasiona rozsiewane są w sposób wybuchowy. Często sadzone jako rośliny ozdobne ze względu na atrakcyjne kwiaty.

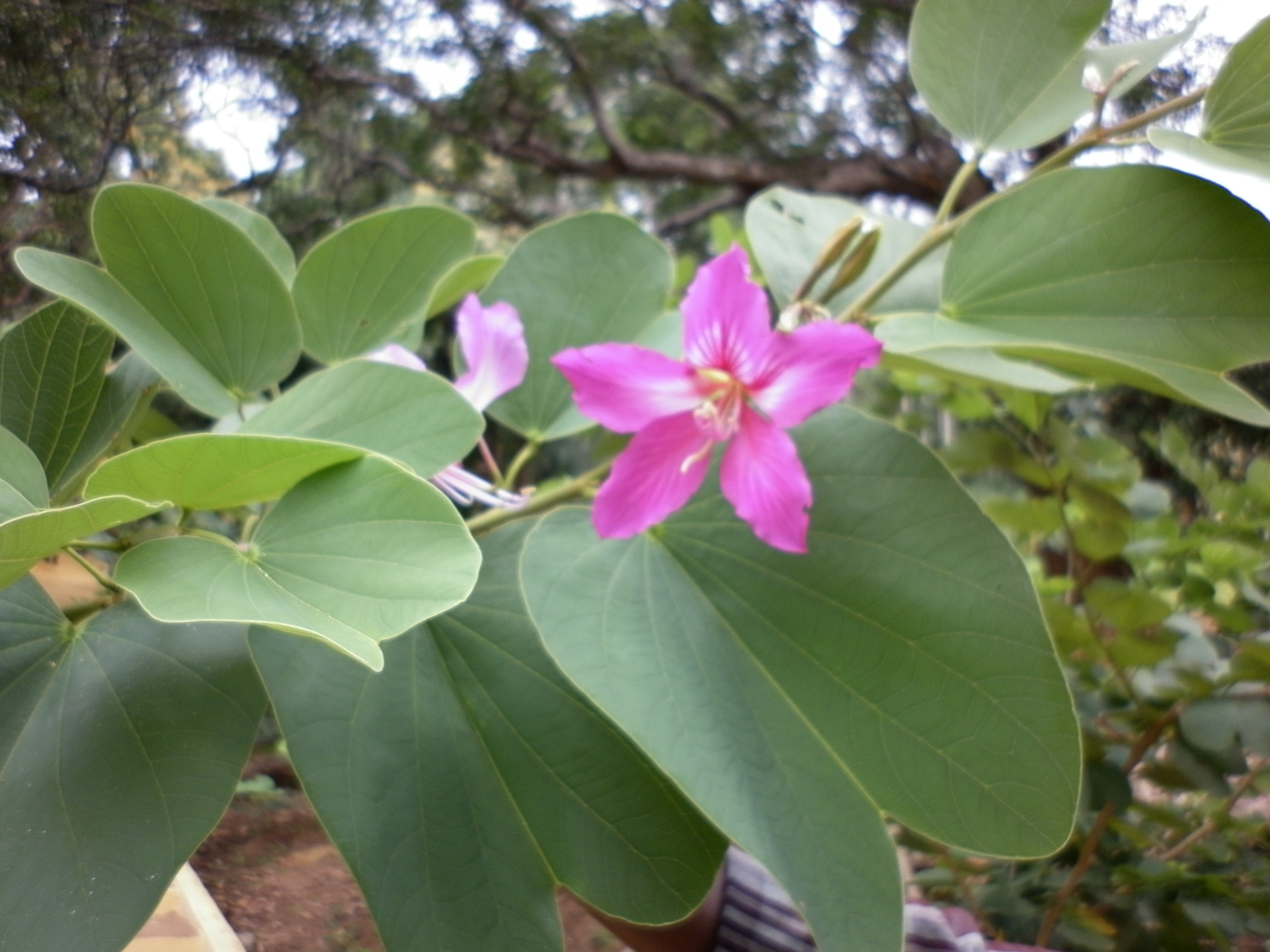
Bauhinia variegata

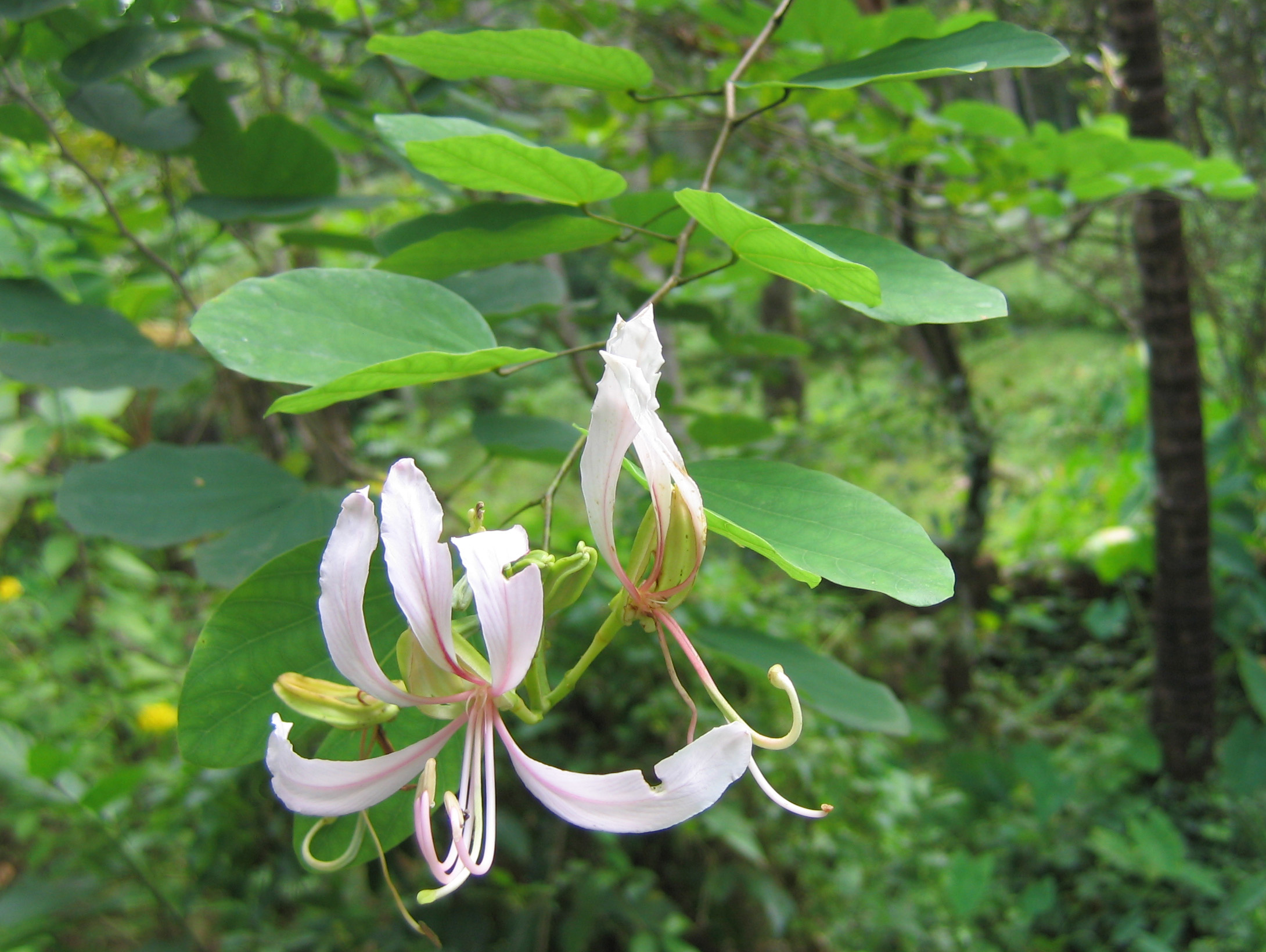
Bauhinia corymbosa

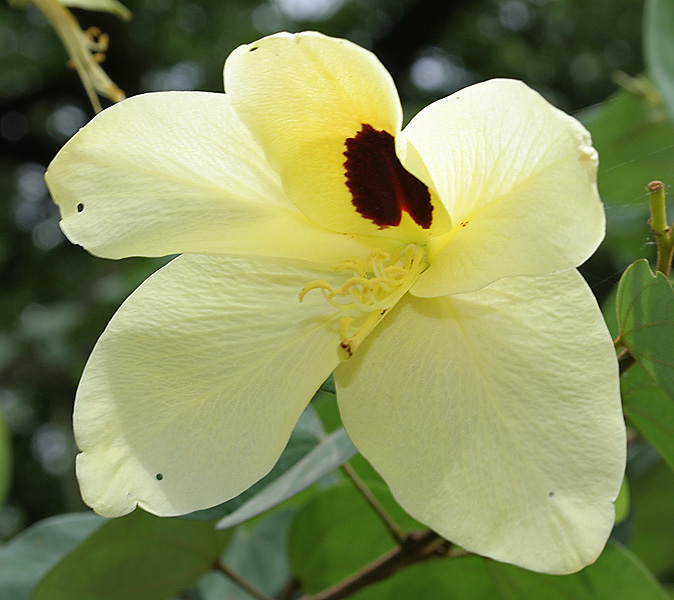
Bauhinia tomentosa

## Systematyka
Pozycja według APweb (2001...) – aktualizowany system APG IIJeden z kilku (kilkunastu w niektórych ujęciach systematycznych) rodzajów plemienia Cercideae stanowiącego jeden z kladów bazalnych w obrębie bobowatych Fabaceae s.l.
Pozycja w systemie Reveala (1993–1999)Gromada okrytonasienne (Magnoliophyta Cronquist), podgromada Magnoliophytina Frohne & U. Jensen ex Reveal, klasa Rosopsida Batsch, podklasa różowe (Rosidae Takht.), nadrząd Fabanae R. Dahlgren ex Reveal, rząd bobowce (Fabales Bromhead), rodzina brezylkowate (Caesalpiniaceae R. Br. in Flinders), plemię Bauhinieae Benth., podplemię Bauhiniinae (Benth.) Walp., rodzaj Bauhinia L.).
Lista gatunków